# Санаторний (Алатирський район)
Санато́рний (рос. Санаторный, чув. Санаторный) — селище у складі Алатирського району Чувашії, Росія. Входить до складу Чуварлейського сільського поселення.
Населення — 11 осіб (2010; 35 у 2002).
Національний склад:
- росіяни — 94 %